# Clã Donald
O Clã Donald é um dos maiores clãs escoceses. O chefe do clã, Lord MacDonald, tem o título de "Senhor das Ilhas".

## Origens
O clã Donald traça as suas origens de Dòmhnall Mac Raghnuill (m. c. 1250), cujo pai Reginald ou Ranald era chamado "Rei das Ilhas" e "Senhor de Argyll e Kintyre". Somerled, pai de Ranald, era designado "Rei das Hébridas" e foi morto em 1164 na batalha de Renfrew, contra Malcolm IV da Escócia. O clã Donald partilha a mesma descendência de Somerled com o clã MacDougall, que traçam a sua linhagem a partir de seu filho mais velho, Dugall mac Somhairle.

## Ramos
O clã Donald comporta diferentes ramos (nome inglês seguido pelo nome gaélico em itálico).
O ramo do clã Donald com líderes:
- MacDonald de Sleat (MacUisdean)
- MacDonald de Clanranald (Mac Mhic Ailean)
- MacDonnell de Glengarry (Mac Mhic Alasdair)
- MacDonald de Keppoch (Mac Mhic Raghnaill)
- McDonell de Antrim (Mac Somhairle Buidhe) : o chefe tem o título de Earl de Antrim (conde de Antrim)
- Clan MacAlister (MacAlasdair)

Os septs do clã Donald sem chefe:
- MacDonald de Ardnamurchan ou Maclain de Ardnamurchan (Mac Iain Aird nam Murachan)
- MacDonald de Lochalsh, ligados aos Macdonald de Sleat.
- MacDonald de Glencoe (Mac Iain Abrach)
- MacDonald de Dunnyveg ou McDonnells of the Glens ou Clan Donald South (Mac Iain Mhoir)